# マッチカット
マッチカット（Match cut）とは、本来は時間も場所も異なる連続していない２つの場面を、共通の動作や被写体の類似性で繋ぐ編集技法である。
具体的な例を挙げると、
- アルフレッド・ヒッチコック監督の『北北西に進路を取れ』：ラシュモア山で崖から落ちそうなったエヴァ・マリー・セイントをケーリー・グラントが引き上げるが、引き上げられた次の場面は場所が列車の中に変わっている。引き上げるという同じ動きによるマッチカット。
- スタンリー・キューブリック監督の『2001年宇宙の旅』[1][2]：猿人が道具に使えると知った骨を得意げに空に投げると、次のシーンで骨は宇宙空間で浮遊する人工衛星に変わっている[3]。類似した２つの被写体の形状（とスピンする動き）によるマッチカット。また、このシークエンスは骨から人工衛星への科学技術の進歩をも意味している[4]。

マッチカットは「Continuity Editing（コンティニュイティ編集、継続的編集）（英語版）」の原理に基づいている。たとえば、「引き上げる」という動作は時間や場所を問わず偏在するので、本来不連続的な異なる２つの時空間も、「引き上げる」という動作の連続性を根拠に、クロスカッティング技術で繋ぐことができるわけである。
連続性のないジャンプカットとは対照的である。

## 有名な使用例
- 『カンタベリー物語』：14世紀のハヤブサと第二次世界大戦の飛行機をマッチカットさせている[5]。
- 『市民ケーン』：荒廃した屋敷（ザナドゥ）とスノードームの雪景色とのマッチカット[6]。
- 『アラビアのロレンス』：ロレンスがマッチを吹き消すシーンと地平線から昇る砂漠の太陽のマッチカット[7]。スティーヴン・スピルバーグは15歳の時にこのマッチカットを見て映画製作を決意したという[7]。
- 『サイコ』：シャワーの排水口とマリオンの瞳のマッチカット[8]。